# Gorm Henrik Rasmussen
Gorm Henrik Rasmussen (født 7. februar 1955 i Aalborg) er en dansk digter og forfatter. Han har rod i 80'ernes miljø af unge, vilde digtere, og har skrevet lyrik, børnebøger og romaner, samt fortællinger om outsidere og skæve eksistenser fra hans fødeby, Aalborg, heriblandt Originalernes by (2007). En række af hans værker fra 1990'erne og 00'erne er umiddelbart svære at placere i gængse litterære kategorier og blander myter, skrøner, erindringer, folkelige overleveringer og selvbiografisk stof til labyrintiske fortællinger om en by og dens skæve eksistenser. Hans stil er rå og poetisk; humoren særegen og underfundig i disse ofte barske skæbneberetninger.
I 1986 skrev Rasmussen den første biografi om den engelske guitarist, sanger og sangskriver Nick Drake, Pink Moon (1986), baseret på interviews forfatteren lavede med Nick Drakes forældre i 1979, fem år efter sangskriverens død. I 2007-2009 omarbejdede han Pink Moon til en større biografisk fortælling. Denne udgave udkom i oversættelse i England og Spanien (2012), samt på dansk i 2023.
Blandt temaerne i Rasmussens forfatterskab er poesi, venskab og psykisk sårbarhed. I de to autobiografiske romaner Girafhuset (2016) og Strøm (2021) skildrer forfatteren henholdsvis sin opvækst i et dysfunktionelt kunstnerhjem i tressernes havneby, Aalborg, og sit ungdomsliv i de tidlige 80'eres København, hvor han forsøgte at slå igennem som digter. Strøm er bygget over forfatterens venskab med Michael Strunge og en klub, som Rasmussen og Strunge havde sammen fra 1981 og frem til Strunges død i 1986, Nick Drake Society.
Gorm Henrik Rasmussen er tilknyttet det uafhængige forlag Det Poetiske Bureau. I 2024 udkom På sporene - Rejsebilleder fra Amerika, der skildrer en togrejse gennem USA i 2009, da Barack Obama tiltrådte som præsident. Forfatteren rejser på sporene af beatdigterne Allen Ginsberg, Jack Kerouac og William S. Burroughs, guidet af en gammel beatdigter - Tram Combs - som Rasmussen traf i New York.
Han har modtaget legater fra Litteraturrådet, Statens Kunstfond og Dansk-Islandsk Fond, og har optrådt ved en række litterære festivaler, senest Verdens Poesidag i Malmø og Lund i 2025.
Gorm Henrik Rasmussen er desuden medtekstforfatter til 'Kysser himlen farvel' og andre Lars H.U.G.-sange.
I 2025 udkommer et udvalg af hans digte i svensk oversættelse.